# Lecanora mobergiana
Lecanora mobergiana är en lavart som beskrevs av Helge Thorsten Lumbsch och John Alan Elix. 
Lecanora mobergiana ingår i släktet Lecanora och familjen Lecanoraceae. Inga underarter finns listade i Catalogue of Life.